# Hao Csün-min
Hao Csün-min (Hao Junmin) (egyszerűsített kínai írással: 蒿俊闵; Vuhan (Wuhan), 1987. március 24. –) kínai labdarúgó, középpályás, de csatárként is bevethető.

## Pályafutása

### Klubcsapatokban
2004-ben kezdődött a profi karrierje, a Kínai Szuperligában szereplő Tiencsin Teda FC csapatánál. 2004-ben 10 bajnoki mérkőzésen lépett pályára, és 1 gólt szerzett. A 2005-ös szezon óta a csapat állandó játékosa volt. A 2005-ös és 2008-as szezon végén a klubbal a 4. helyen végzett a bajnokságban. A Tiencsinben töltött 6 szezon alatt 132 mérkőzésen lépett pályára és 16 gólt szerzett.
2010 januárjában a német Schalke 04 klubhoz igazolt. A Bundesligában 2010. február 21-én mutatkozott be, amikor a VfL Wolfsburggal játszottak.
2011. július 8-án a kínai Szuperligában szereplő Santung Lüneng Tajsanhoz igazolt. A szezon előtti egyik edzés során súlyos sérülést szenvedett, és a 2013-as szezon nagy részében ki kellett hagynia. Legközelebb 2013. augusztus 10-én lépett pályára, a Sanghaj Senhua elleni 3–2-es győzelem során.
2021. július 25-én ingyenes átigazolással csatlakozott a szülővárosában található  Vuhan Zallhoz.

### A válogatottban
A 2003-as U17-es labdarúgó-világbajnokságon a kínai U17-es válogatottban játszott, majd felkerült a kínai U20-as válogatottba, amely részt vett a 2005-ös ifjúsági labdarúgó-világbajnokságon.
A 2005-ös kelet-ázsiai labdarúgó kupán már a felnőtt válogatottban szerepelt, 2005. augusztus 3-án mutatkozott be a Japán elleni 2–2-es döntetlen során. Megbetegedett, ezért nem hívták be a 2007-es Ázsia-kupára. 2008-ban bekerült a 2008-as nyári olimpiai keretbe, a tornán a három csoportmérkőzéséből kettőn kezdőként lépett pályára.

## Statisztika

### A válogatottban
| Válogatott | Év       | Mérk | Gólok |
| ---------- | -------- | ---- | ----- |
| Kína       | 2005     | 1    | 0     |
| Kína       | 2006     | 5    | 0     |
| Kína       | 2007     | 2    | 0     |
| Kína       | 2008     | 8    | 2     |
| Kína       | 2009     | 10   | 3     |
| Kína       | 2010     | 4    | 0     |
| Kína       | 2011     | 11   | 4     |
| Kína       | 2012     | 4    | 2     |
| Kína       | 2013     | 0    | 0     |
| Kína       | 2014     | 3    | 0     |
| Kína       | 2015     | 3    | 0     |
| Kína       | 2016     | 8    | 1     |
| Kína       | 2017     | 7    | 0     |
| Kína       | 2018     | 2    | 0     |
| Kína       | 2019     | 12   | 0     |
| Kína       | 2020     | 0    | 0     |
| Kína       | 2021     | 7    | 0     |
| Kína       | 2022     | 3    | 0     |
| Összesen   | Összesen | 90   | 12    |

## Sikerei, díjai

### Klubcsapatokkal
Schalke 04
- Német kupa: 2010-11

Santung Lüneng Tajsan
- Kínai kupa: 2014, 2020
- Kínai szuperkupa: 2015

### A válogatottal
- Kelet-ázsiai labdarúgó-bajnokság: 2005

### Egyéni
- A Kínai labdarúgó-szövetség Év Fiatal Játékosa díja: 2005, 2007
- Az év kínai szuperliga csapata: 2005, 2007, 2017, 2019